# Miguel Paleólogo (filho de Andrônico III)
Miguel Paleólogo (em grego: Μιχαήλ Παλαιολόγος; n. 1331) era o segundo filho do imperador bizantino Andrônico III Paleólogo (r. 1328–1341). Pouco se sabe de sua vida. Nasceu em 1331, já durante o reinado de seus pais, o que fez dele um porfirogênito. Em algum momento antes da morte do pai, em 1341, Miguel foi elevado ao título mais alto da corte bizantina, o de déspota. Em 1351/2, quando seu irmão mais velho, o imperador João V Paleólogo (r. 1341–1391), estava envolvido numa disputa pelo trono com Mateus Cantacuzeno, buscou ajuda do imperador sérvio Estêvão Uresis IV (r. 1331–1355), e enviou-o como refém à sua corte. Nada mais se sabe sobre ele depois disso.